# Дибовська Зоряна Василівна
Зоряна Василівна Дибовська (нар. 27 вересня 1981, Бабинці, Тернопільська область, УРСР) — акторка Львівського академічного драматичного театру імені Лесі Українки, засновниця та учасниця гурту автентичного співу «YAGÓDY», викладачка кафедри театрознавства та акторської майстерності ЛНУ імені Івана Франка, викладачка сценічної мови та автентичного співу у «Шкільному театрі» УКУ.

## Біографія
Народилася у с. Бабинці, Борщівського району (Тернопільська область). У 1997 році закінчила 9-й клас. З 1997 по 2001 рр. навчається у Педагогічному коледжі при Львівському національному університеті імені Івана Франка (музичне відділення), спеціальність — «Вчитель музики, музичний керівник у дитячих навчальних закладах». По закінченні коледжу, у 2001 році, відразу ж вступила до Львівського національного університету імені Івана Франка на філологічний факультет, кафедра театрознавства та акторської майстерності. Навчалася на курсі заслуженого діяча мистецтв України і художнього керівника Львівського академічного театру імені Леся Курбаса Володимира Кучинського. Здобуває диплом бакалавра за спеціальністю «Актриса драматичного театру та кіно».
Закінчивши навчання Зоряна Дибовська поїхала працювати у м. Донецьк. З серпня 2005 року починає працювати актрисою драми першої категорії у Донецькому національному музично-драматичному театрі. З 2010 по 2014 рр. була керівником самодіяльного колективу «Хрущі у борщі» (автентичний вокал) на базі «Театру пісні і танцю» Геннадія Дибовського, заслуженого діяча мистецтв України.
Влітку 2014 року у зв'язку з військовими діями Зоряна Дибовська повернулася у м. Львів. З жовтня 2015 року починає працювати актрисою у Львівському академічному драматичному театрі імені Лесі Українки. Паралельно з роботою в драматичному театрі актриса працює у Львівському академічному театрі естрадних мініатюр «І люди і ляльки» з 2016 по 2017 рік. З вересня 2015 року працює викладачем сценічної мови на кафедрі театрознавства та акторської майстерності, факультету культури і мистецтв, Львівського національного університету імені Івана Франка.

## Акторські роботи в театрах
Львівський академічний драматичний театр імені Лесі Українки
- 2015 — «Великий льох» (реж. Євген Худзик)[11]
- 2016 — Ганя, трагікомедія «Слава Героям» (реж. з.д.м. України Олексій Кравчук)
- 2016 — Метелик, музична вистава для дітей «Золоте курча» (реж. Роман Скоровський)
- 2017 — Олімпіада Іванівна, вистава-дослідження за мотивами драми «Блакитна троянда» Лесі Українки «Любов)» (реж. Артем Вусик)
- 2017 — Кезонія, Друзіла, пауза між нотами за п'єсою Альбера Камю «Калігула» (реж. з.д.м. України Олексій Кравчук)
- 2017 — Слава, драма «Баба Пріся» (реж. з.д.м. України Олексій Кравчук)

Львівський академічний театр імені Леся Курбаса
- 2001 — «Одіссея»
- 2003 — Дуняша, «Садок вишневий»
- 2004 — Фульвія, Бетта «Танець ілюзій»

Донецький національний академічний український музично-драматичний театр
- 2006 — Тетяна, «Зілля» (реж. А. Концедайло)
- 2006 — Цукарка, мюзикл «У джазі тільки дівчата» (реж. О. Школьнік)
- 2007 — Муха, вистава-мюзикл «Вівісекція» (реж. Олексій Коломійцев)
- 2012 — Уля, «Тьотя Мотя прієхала…» (реж. Ігор Матіїв)[12]
- 2012 — Батярка, музична програма «тільки ві Львові» (реж. Олег Пшин)
- 2013 — Лючія, «Помри — і я одружусь» (реж. Ігор Матіїв)
- 2013 — Химка, «За двома зайцями» (реж. В. Шулаков)
- 2013 — Джейн, «Суто жіночі ігри» (реж. В. Пінський)
- 2014 — Лізонька, «Зойчина квартира» (реж. О. Школьнік)
- 2014 — Колетт, «Як повернути мільйон» (реж. з. а. України Л. Сомов)
- 2014 — Ярина, «Сліпий» (реж. Ігор Матіїв)

Львівський академічний театр естрадних мініатюр «І люди, і ляльки»
- 2014 — Горобець, «Лелеченя та опудало» (реж. Євгеній Гімельфарб)
- 2009 — Хор, «Скинія златая» (реж. Роман Козак)
- 2017 — Хор, «Божествена комедія» (реж. з.д.м. України Олексій Кравчук)

## Участь у фестивалях та проектах
- 2010 — міжнародний культурний проект «Звуки вулиць» за підтримки Гете Інституту (реж. Андреас Мерц, м. Берлін)
- 2013 — перформенс «Глибинні мрії» за сценарієм Сергія Жадана під керівництвом Вірляни Ткач (в рамках перформенсів від Творчої лабораторії «Ізоляція»)
- 2014 — проект «Літературний вечір за творами Сергія Жадана»
- 2014 — музичний проект «2014» (октет) за участі Маряни Садовської та Марка Токара
- 2015 — документальна вистава «Переселенці» (драматургиня — Наталія Ворожбит, режисер — Георг Жено) в рамках культурного форуму ДонКульт у Львові
- 2016 — документальна вистава «Де Схід і де Захід» (драматургиня — Наталія Ворожбит, режисер — Георг Жено) в рамках культурного форуму ГаліціяКульт у Харкові
- 2017 — сценічне читання «Обіг святих у природі», Сильвестра Лавріка, режисер Сильвестр Лаврік, Перша сцена сучасної драматургії «Драма.Ua»
- 2018 — сценічне читання «УФО», Івана Верипаєв, режисер Олег Онещак, Перша сцена сучасної драматургії «Драма.Ua»

## Досягнення та відзнаки
- 2004 — гран-прі на всеукраїнському конкурсі читців імені Лесі Українки (м. Ялта, Україна)
- 2005 — лауреатка конкурсу імені Олени Теліги (м. Київ, Україна)
- 2006 — членкиня спілки театральних діячів України
- 2006 — диплом міжрегіонального театрального фестивалю «Театральний Донбас — 2006» за вдалий дебют у виставі «Зілля» за повістю Ольги Кобилянської